# NGC 1125
NGC 1125 је спирална галаксија у сазвежђу Еридан која се налази на NGC листи објеката дубоког неба.
Деклинација објекта је - 16° 39' 3" а ректасцензија 2h 51m 40,3s. Привидна величина (магнитуда) објекта NGC 1125 износи 12,6 а фотографска магнитуда 13,5. NGC 1125 је још познат и под ознакама MCG -3-8-35, PGC 10851.